# Mistrzostwa świata w kabaddi kołowym
Mistrzostwa świata w kabaddi kołowym (ang. Circle style Kabaddi World Cup) – międzynarodowy turniej kabaddi organizowany przez rząd stanu Pendżab dla męskich i żeńskich reprezentacji narodowych. Rozgrywane są na boisku kołowym. Również rozgrywane są mistrzostwa świata w kabaddi w hali oraz na plaży. Pierwsze mistrzostwa odbyły się w 2010 roku w indyjskim stanie Pendżab i uczestniczyły w nim 9 męskich drużyn. W 2012 po raz pierwszy startowały żeńskie drużyny. Mistrzostwa odbywają się od 2014 co dwa lata, a wcześniej co roku. Najwięcej tytułów mistrzowskich zdobyła męska i żeńska reprezentacja Indii.

## Mężczyźni

### Wyniki
| Rok                                           | Organizator               | T |           | Finał | Finał     | Finał       |       | Mecz o 3 miejsce  | Mecz o 3 miejsce | Mecz o 3 miejsce |  | Uwagi     |
| Rok                                           | Organizator               | T | Zwycięzca | Wynik | Finalista | III miejsce | Wynik | IV miejsce        |                  |                  |  | Uwagi     |
| Mistrzostwa świata w kabaddi kołowym mężczyzn |                           |   |           |       |           |             |       |                   |                  |                  |  |           |
| 2010                                          | Ludhiana (Indie)          | 1 |           | Indie | 58–24     | Pakistan    |       | Kanada            | 66–22            | Włochy           |  | 9 drużyn  |
| 2011                                          | Ludhiana (Indie)          | 2 |           | Indie | 59–25     | Kanada      |       | Pakistan          | 60–22            | Włochy           |  | 14 drużyn |
| 2012                                          | Ludhiana (Indie)          | 3 |           | Indie | 59–22     | Pakistan    |       | Kanada            | 51–35            | Iran             |  | 16 drużyn |
| 2013                                          | Ludhiana (Indie)          | 4 |           | Indie | 48–39     | Pakistan    |       | Stany Zjednoczone | 62–27            | Anglia           |  | 11 drużyn |
| 2014                                          | Sri Muktsar Sahib (Indie) | 5 |           | Indie | 45–42     | Pakistan    |       | Iran              | 48–31            | Anglia           |  | 11 drużyn |
| 2016                                          | Jalalabad (Indie)         | 6 |           | Indie | 62–20     | Anglia      |       | Stany Zjednoczone | 43–39            | Iran             |  | 12 drużyn |

### Klasyfikacja medalowa
W dotychczasowej historii Mistrzostw świata na podium oficjalnie stawało w sumie 6 drużyn. Liderem klasyfikacji są Indie, które zdobyły złote medale mistrzostw 3 razy.
Stan na grudzień 2018.
| Lp. | Reprezentacja     | Miejsca na podium | Miejsca na podium | Miejsca na podium | Zwycięskie sezony |   |   |                                    |
| --- | ----------------- | ----------------- | ----------------- | ----------------- | ----------------- | - | - | ---------------------------------- |
| Lp. | Reprezentacja     | 1.                | Indie             | 6                 | Zwycięskie sezony | 0 | 0 | 2010, 2011, 2012, 2013, 2014, 2016 |
| 2.  | Pakistan          | 0                 | 4                 | 0                 |                   |   |   |                                    |
| 3.  | Kanada            | 0                 | 1                 | 2                 |                   |   |   |                                    |
| 4.  | Anglia            | 0                 | 1                 | 0                 |                   |   |   |                                    |
| 5.  | Stany Zjednoczone | 0                 | 0                 | 2                 |                   |   |   |                                    |
| 6.  | Iran              | 0                 | 0                 | 1                 |                   |   |   |                                    |

## Kobiety

### Wyniki
| Rok                                         | Organizator               | T |           | Finał | Finał     | Finał             |       | Mecz o 3 miejsce | Mecz o 3 miejsce | Mecz o 3 miejsce |  | Uwagi     |
| Rok                                         | Organizator               | T | Zwycięzca | Wynik | Finalista | III miejsce       | Wynik | IV miejsce       |                  |                  |  | Uwagi     |
| Mistrzostwa świata w kabaddi kołowym kobiet |                           |   |           |       |           |                   |       |                  |                  |                  |  |           |
| 2012                                        | Patna (Indie)             | 1 |           | Indie | 25–19     | Iran              |       | Japonia          | i                | Tajlandia        |  | 16 drużyn |
| 2013                                        | Ludhiana (Indie)          | 1 |           | Indie | 49–21     | Nowa Zelandia     |       | Dania            | 34–33            | Pakistan         |  | 8 drużyn  |
| 2014                                        | Sri Muktsar Sahib (Indie) | 1 |           | Indie | 36–27     | Nowa Zelandia     |       | Pakistan         | 38–28            | Dania            |  | 8 drużyn  |
| 2016                                        | Jalalabad (Indie)         | 6 |           | Indie | 45–10     | Stany Zjednoczone |       | Nowa Zelandia    | 42–21            | Kenia            |  | 8 drużyn  |

### Klasyfikacja medalowa
W dotychczasowej historii Mistrzostw świata na podium oficjalnie stawało w sumie 7 drużyn. Liderem klasyfikacji są Indie, które zdobyły złote medale mistrzostw 4 razy.
Stan na grudzień 2018.
| Lp. | Reprezentacja     | Miejsca na podium | Miejsca na podium | Miejsca na podium | Zwycięskie sezony |   |   |                        |
| --- | ----------------- | ----------------- | ----------------- | ----------------- | ----------------- | - | - | ---------------------- |
| Lp. | Reprezentacja     | 1.                | Indie             | 4                 | Zwycięskie sezony | 0 | 0 | 2012, 2013, 2014, 2016 |
| 2.  | Nowa Zelandia     | 0                 | 2                 | 1                 |                   |   |   |                        |
| 3.  | Iran              | 0                 | 1                 | 0                 |                   |   |   |                        |
| 3.  | Stany Zjednoczone | 0                 | 1                 | 0                 |                   |   |   |                        |
| 5.  | Dania             | 0                 | 0                 | 1                 |                   |   |   |                        |
| 5.  | Japonia           | 0                 | 0                 | 1                 |                   |   |   |                        |
| 5.  | Pakistan          | 0                 | 0                 | 1                 |                   |   |   |                        |